# Eudelus agraensis
Eudelus agraensis là một loài tò vò trong họ Ichneumonidae.